# آنری سروکا
آنری سروکا (فرانسوی: Henri Seroka‎؛ زادهٔ ۹ مهٔ ۱۹۴۹) رهبر گروه موسیقی، خواننده، آهنگساز و موسیقی‌دان اهل بلژیک است. وی سازندهٔ آهنگ رسمی بازی‌های المپیک تابستانی ۱۹۸۴ بود.
از فیلم‌هایی که وی در آن‌ها نقش داشته است، می‌توان به منم، دزد، بچه‌ها و ماهی، آلیس و همبستگی، همبستگی... اشاره نمود.